# 北海道道362号西春別春別停車場線

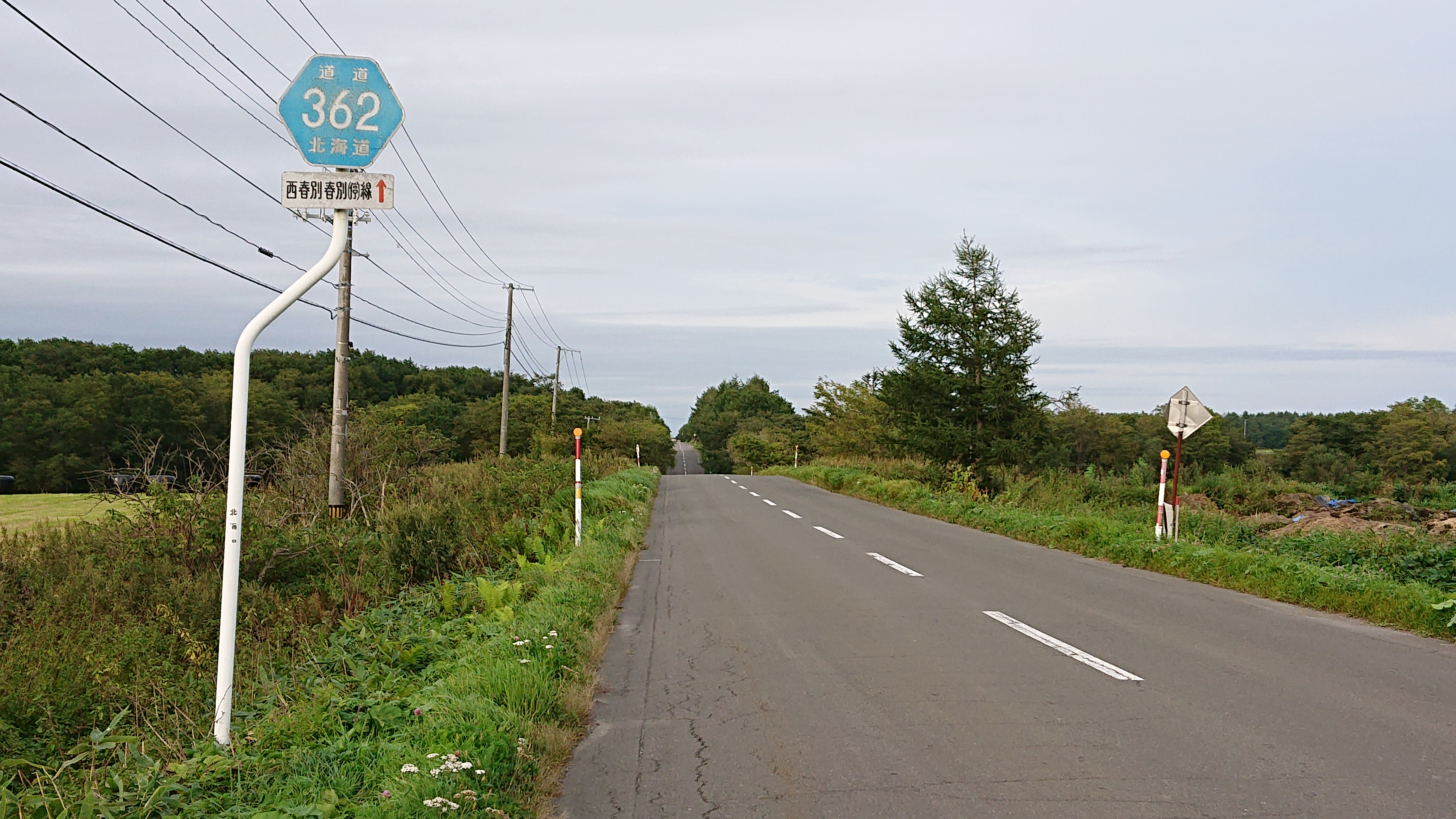
北海道道362号西春別春別停車場線

北海道道362号西春別春別停車場線（ほっかいどうどう362ごう にししゅんべつしゅんべつていしゃじょうせん）は、北海道別海町内を結ぶ一般道道である。

## 概要

### 路線データ
- 起点：北海道野付郡別海町西春別幸町（国道243号交点）
- 終点：北海道野付郡別海町中春別東町（旧JR北海道 標津線 春別駅跡）
- 実延長：19.4km

## 歴史
- 1961年（昭和36年）3月31日 - 路線認定[1]。

## 路線状況

### 重複区間
- 別海町上春別（国道272号）
- 別海町中春別－別海町中春別東町（北海道道8号根室中標津線）
- 別海町中春別東町（北海道道363号尾岱沼港春別停車場線）

## 地理

### 通過する自治体
- 根室振興局
  - 野付郡別海町

### 主な接続道路
別海町
- 国道243号 - 西春別幸町（起点）
- 国道272号 - 上春別（重複）
- 北海道道311号中西別計根別線 - 上春別南町（国道272号重複区間）
- 北海道道831号上春別別海線 - 上春別
- 北海道道8号根室中標津線 - 中春別、中春別東町（重複）
- 北海道道363号尾岱沼港春別停車場線 - 中春別東町（重複）

### 沿線にある施設など
別海町
- 別海町上春別出張所 - 上春別南町（国道272号重複区間）